# Thomas Rhebart
Thomas Rhebart, auch Thomas Rebart (* unbekannt; † Juli 1570 in Frankfurt am Main) war Buchdrucker in Jena und Frankfurt.
Zusammen mit seinem Schwiegersohn Tobias Steinmann brachte er das Jenaer Bibelwerk des Martin Luther heraus. Neben Leichenpredigten brachte er auch solche von Nikolaus von Amsdorf heraus. Erste selbständige Drucke von ihm finden sich ab 1558. 1565 heiratete er in Frankfurt die Witwe des Druckers Weigand Han Katharina geb. Intz, die auch eine Tochter des Buchdruckers Christian Rödinger d. Ä. war. Zunächst hatte er bei diesem als Schriftgießer- und Setzer bzw. als Geschäftsführer in dessen Sortimentsbuchhandel gearbeitet. Er betrieb seine Druckerei in Jena von 1558 bis 1570 und in Frankfurt am Main von 1565 bis 1570. Zwischenzeitlich druckte er von 1566 bis 1567 in Gotha.
Rhebart wurde am 28. Juli 1570 in Frankfurt beerdigt. Seine Frau Katharina bzw. seine Erben führten den Verlag nach seinem Tod weiter. Ebenso wie bei seinem Schwiegersohn Steinmann und dann dessen Erben liegt seine Bedeutung als Verleger hauptsächlich in der Verlegung und Verbreitung reformatorischer Schriften.

## Nachweise
1. ↑  Christoph Reske: Die Buchdrucker des 16. und 17. Jahrhunderts im deutschen Sprachgebiet. Auf der Grundlage des gleichnamigen Werkes von Josef Benzing. Otto Harrasowitz Verlag, Wiesbaden 2007, ISBN 978-3-447-05450-8, S. 401 (eingeschränkte Vorschau in der Google-Buchsuche).
2. ↑  http://thesaurus.cerl.org/record/cni00034616

| Personendaten    | Personendaten                                       |
| ---------------- | --------------------------------------------------- |
| NAME             | Rhebart, Thomas                                     |
| ALTERNATIVNAMEN  | Rebart, Thomas                                      |
| KURZBESCHREIBUNG | deutscher Buchdrucker in Jena und Frankfurt am Main |
| GEBURTSDATUM     | 15. Jahrhundert oder 16. Jahrhundert                |
| STERBEDATUM      | Juli 1570                                           |
| STERBEORT        | Frankfurt am Main                                   |